# Мадсен, Оле
Оле Эдуард Фишер Мадсен (дат. Ole Eduard Fischer Madsen; 21 декабря 1934, Копенгаген — 26 марта 2006) — датский футболист, нападающий. Он отыграл 11 сезонов за датские клубы низшей лиги, прежде чем подписал профессиональный контракт с роттердамской «Спартой», выиграв с командой Кубок Нидерландов в 1966 году.
В 1964 году он был назван игроком года в Дании и стал первым датчанином, получившим голос в голосовании на премию «Европейский футболист года». Мадсен считался самым популярным датским футболистом со времен Паули Йоргенсена.

## Клубная карьера
Несмотря на свои качества, Мадсен никогда не играл в высшем датском дивизионе, а оставался в местных клубах низшей лиги. Профессиональный дебют состоялся в 1954 году в клубе «Стефан». В 1958 году он перешёл в команду третьего дивизиона «Хеллеруп». Мадсен помог клубу выйти во второй дивизион Дании на сезон 1961, где клуб оставался в течение трех сезонов. В сезоне 1964 команда снова была понижена до третьего дивизиона.
Несмотря на скромную клубную карьеру, международные выступления Мадсена за национальную сборную Дании привлекли внимание европейских профессиональных клубов. Будучи игроком-любителем, он был свободным агентом, который мог подписать контракт с любым профессиональным клубом без необходимости внесения трансферного взноса. В 1963 году контракт с итальянским клубом «Аталанта» был сорван из-за сломанного носа и последующей госпитализацией. В 1964 году ему предложил контракт испанский клуб «Барселона», но он отказался, чтобы остаться любителем в сборной Дании и «Хеллерупе». В 1965 году Мадсен подписал профессиональный контракт с роттердамской «Спартой». Он пробыл три сезона в нидерландском клубе, с которым выиграл национальный Кубок в 1966 году, где в финале против «АДО Ден Хааг» забил единственный гол в матче. В Эредивизи он забил в общей сложности 22 гола за 71 игру.
Когда его контракт со «Спартой» закончился в 1968 году, несколько крупных клубов были готовы подписать Мадсена. Однако в 1968 году он решил вернуться в Данию, чтобы играть за «Хеллеруп» в 3-м дивизионе. Он был вынужден закончить свою карьеру в 1969 году из-за травмы, полученной во время международного матча за сборную Дании.

## Карьера в сборной
В течение своего первого года в «Хеллерупе» Мадсен дебютировал за национальную сборную Дании в октябре 1958 года. Он не включён в состав на летние Олимпийские игры 1960 года, но стал опорой команды после этого турнира. В конечном итоге он был назначен капитаном и забил шесть голов в трёх играх против Люксембурга, что помогло датчанам пройти отбор на чемпионат Европы 1964 года. В финальном турнире в Испании он был капитаном сборной, которая заняла четвертое место. В том году Мадсен стал первым датским игроком, когда-либо получившим голоса в опросе на звание футболиста года в Европе, получив одно очко и разделив 19-е место. Впоследствии он был назван игроком года в Дании 1964 года.
20 июня 1965 года Мадсен забил выдающийся гол в международном матче против Швеции. Мяч упал к нему под неудобным углом, когда он стоял спиной к воротам, но он ударил по мячу пяткой, и мяч пролетел мимо шведского вратаря Арне Арвидссона, открыв счёт в матче. Дания матч выиграла со счётом 2:1, что стало первой датской победой над соседями за 14 лет. Когда он подписал профессиональный контракт в 1965 году, его автоматически исключили из любительской национальной сборной.
После возвращения в «Хеллеруп» в 1968 году Мадсен снова попал в состав сборной Дании. Он стал первым игроком, который воспользовался новыми правилами Датской футбольной ассоциации, позволяющими бывшим профессионалам возвращаться в национальную сборную. Он был вызван в сборную Дании в мае 1969 года и забил два гола в семи играх, прежде чем получил травму крестообразных связок в игре против Норвегии в сентябре 1969 года. Это была последняя международная игра Мадсена. Он закончил свою карьеру с 42 международными голами, став третьим бомбардиром сборной Дании после Поуля «Тиста» Нильсена (52) и Паули Йоргенсена (47). Позже Йон-Даль Томассон (52) также обогнал Мадсена.

### Голы за сборную
| №  | Дата             | Место                                          | Соперник                         | Счёт | Результат | Турнир                              |
| -- | ---------------- | ---------------------------------------------- | -------------------------------- | ---- | --------- | ----------------------------------- |
| 1  | 26 октября 1958  | Росунда, Стокгольм, Швеция                     | Швеция                           | 1:1  | 4:4       | Чемпионат Северной Европы 1956—1959 |
| 2  | 26 октября 1958  | Росунда, Стокгольм, Швеция                     | Швеция                           | 4:4  | 4:4       | Чемпионат Северной Европы 1956—1959 |
| 3  | 26 июня 1959     | Лёйгартальсвётлюр, Рейкьявик, Исландия         | Исландия                         | 0:2  | 2:4       | Квалификация на ОИ 1960             |
| 4  | 26 июня 1959     | Лёйгартальсвётлюр, Рейкьявик, Исландия         | Исландия                         | 1:4  | 2:4       | Квалификация на ОИ 1960             |
| 5  | 2 июля 1959      | Идрэтспаркен, Копенгаген, Дания                | Норвегия                         | 2:0  | 2:1       | Квалификация на ОИ 1960             |
| 6  | 28 мая 1961      | Идрэтспаркен, Копенгаген, Дания                | ГДР                              | 1:1  | 1:1       | Товарищеский матч                   |
| 7  | 18 июня 1961     | Идрэтспаркен, Копенгаген, Дания                | Швеция                           | 1:2  | 1:2       | Чемпионат Северной Европы 1960—1963 |
| 8  | 17 сентября 1961 | Уллевол, Осло, Норвегия                        | Норвегия                         | 0:3  | 0:4       | Чемпионат Северной Европы 1960—1963 |
| 9  | 15 октября 1961  | Идрэтспаркен, Копенгаген, Дания                | Финляндия                        | 4:0  | 9:1       | Чемпионат Северной Европы 1960—1963 |
| 10 | 15 октября 1961  | Идрэтспаркен, Копенгаген, Дания                | Финляндия                        | 8:0  | 9:1       | Чемпионат Северной Европы 1960—1963 |
| 11 | 23 мая 1962      | Центральный стадион, Лейпциг, ГДР              | ГДР                              | 1:1  | 4:1       | Товарищеский матч                   |
| 12 | 11 июня 1962     | Идрэтспаркен, Копенгаген, Дания                | Норвегия                         | 2:1  | 6:1       | Чемпионат Северной Европы 1960—1963 |
| 13 | 11 июня 1962     | Идрэтспаркен, Копенгаген, Дания                | Норвегия                         | 3:1  | 6:1       | Чемпионат Северной Европы 1960—1963 |
| 14 | 11 июня 1962     | Идрэтспаркен, Копенгаген, Дания                | Норвегия                         | 6:1  | 6:1       | Чемпионат Северной Европы 1960—1963 |
| 15 | 28 июня 1962     | Идрэтспаркен, Копенгаген, Дания                | Мальта                           | 1:0  | 6:1       | Квалификация на ЧЕ 1964             |
| 16 | 28 июня 1962     | Идрэтспаркен, Копенгаген, Дания                | Мальта                           | 2:0  | 6:1       | Квалификация на ЧЕ 1964             |
| 17 | 28 июня 1962     | Идрэтспаркен, Копенгаген, Дания                | Мальта                           | 4:0  | 6:1       | Квалификация на ЧЕ 1964             |
| 18 | 11 сентября 1962 | Оденсе, Оденсе, Дания                          | Нидерландские Антильские острова | 3:1  | 3:1       | Товарищеский матч                   |
| 19 | 16 сентября 1962 | Олимпийский стадион, Хельсинки, Финляндия      | Финляндия                        | 1:4  | 1:6       | Чемпионат Северной Европы 1960—1963 |
| 20 | 16 сентября 1962 | Олимпийский стадион, Хельсинки, Финляндия      | Финляндия                        | 1:6  | 1:6       | Чемпионат Северной Европы 1960—1963 |
| 21 | 26 сентября 1962 | Идрэтспаркен, Копенгаген, Дания                | Нидерланды                       | 0:1  | 1:4       | Товарищеский матч                   |
| 22 | 28 октября 1962  | Росунда, Стокгольм, Швеция                     | Швеция                           | 1:2  | 4:2       | Чемпионат Северной Европы 1960—1963 |
| 23 | 8 декабря 1962   | Гзира, Гзира, Мальта                           | Мальта                           | 0:1  | 1:3       | Квалификация на ЧЕ 1964             |
| 24 | 12 декабря 1962  | Инёню, Стамбул, Турция                         | Турция                           | 1:1  | 1:1       | Товарищеский матч                   |
| 25 | 29 июня 1963     | Идрэтспаркен, Копенгаген, Дания                | Албания                          | 2:0  | 4:0       | Квалификация на ЧЕ 1964             |
| 26 | 6 ноября 1963    | Идрэтспаркен, Копенгаген, Дания                | Швеция                           | 1:2  | 2:2       | Чемпионат Северной Европы 1960—1963 |
| 27 | 4 декабря 1963   | Жози Бартель (стадион), Люксембург, Люксембург | Люксембург                       | 1:1  | 3:3       | Квалификация на ЧЕ 1964             |
| 28 | 4 декабря 1963   | Жози Бартель (стадион), Люксембург, Люксембург | Люксембург                       | 2:2  | 3:3       | Квалификация на ЧЕ 1964             |
| 29 | 4 декабря 1963   | Жози Бартель (стадион), Люксембург, Люксембург | Люксембург                       | 2:3  | 3:3       | Квалификация на ЧЕ 1964             |
| 30 | 10 декабря 1963  | Идрэтспаркен, Копенгаген, Дания                | Люксембург                       | 1:1  | 2:2       | Квалификация на ЧЕ 1964             |
| 31 | 10 декабря 1963  | Идрэтспаркен, Копенгаген, Дания                | Люксембург                       | 2:1  | 2:2       | Квалификация на ЧЕ 1964             |
| 32 | 18 декабря 1963  | Олимпийский стадион, Амстердам, Нидерланды     | Люксембург                       | 1:0  | 1:0       | Квалификация на ЧЕ 1964             |
| 33 | 11 октября 1964  | Идрэтспаркен, Копенгаген, Дания                | Норвегия                         | 1:0  | 2:0       | Чемпионат Северной Европы 1964—1967 |
| 34 | 11 октября 1964  | Идрэтспаркен, Копенгаген, Дания                | Норвегия                         | 2:0  | 2:0       | Чемпионат Северной Европы 1964—1967 |
| 35 | 21 октября 1964  | Идрэтспаркен, Копенгаген, Дания                | Уэльс                            | 1:0  | 1:0       | Квалификация на ЧМ 1966             |
| 36 | 29 ноября 1964   | Олимпийский стадион, Афины, Греция             | Греция                           | 2:2  | 4:2       | Квалификация на ЧМ 1966             |
| 37 | 9 июня 1965      | Идрэтспаркен, Копенгаген, Дания                | Финляндия                        | 2:1  | 3:1       | Чемпионат Северной Европы 1964—1967 |
| 38 | 9 июня 1965      | Идрэтспаркен, Копенгаген, Дания                | Финляндия                        | 3:1  | 3:1       | Чемпионат Северной Европы 1964—1967 |
| 39 | 20 июня 1965     | Идрэтспаркен, Копенгаген, Дания                | Швеция                           | 1:0  | 2:1       | Чемпионат Северной Европы 1964—1967 |
| 40 | 5 июля 1965      | Лёйгартальсвётлюр, Рейкьявик, Исландия         | Исландия                         | 0:1  | 1:3       | Товарищеский матч                   |
| 41 | 6 мая 1969       | Идрэтспаркен, Копенгаген, Дания                | Мексика                          | 2:1  | 3:1       | Товарищеский матч                   |
| 42 | 15 июня 1969     | Идрэтспаркен, Копенгаген, Дания                | Венгрия                          | 3:2  | 3:2       | Квалификация на ЧМ 1970             |

## Стиль игры
Мадсен был невысоким и быстрым нападающим с огромным боевым духом и умением вести физическую борьбу. Он был эгоистичным игроком в своей игре и редко пасовал мяч своим товарищам по команде. Это было источником его необычайного таланта забивать голы, но иногда это расстраивало его товарищей по команде.

## Достижения

### Клубные

#### «Спарта» (Роттердам)
- Обладатель Кубка Нидерландов: 1966

### Индивидуальные
- Футболист года в Дании: 1961